# بخش واشینگتن (شهرستان ون ورت، اوهایو)
بخش واشینگتن (به انگلیسی: Washington Township) یک منطقهٔ مسکونی در ایالات متحده آمریکا است که در شهرستان وان ورت، اوهایو واقع شده‌است.
 بخش واشینگتن ۹۵٫۱ کیلومتر مربع مساحت و ۵٬۲۲۸ نفر جمعیت دارد و ۲۳۵ متر بالاتر از سطح دریا واقع شده‌است.